# Bothriomyrmex saundersi
Bothriomyrmex saundersi är en myrart som beskrevs av Santschi 1922. Bothriomyrmex saundersi ingår i släktet Bothriomyrmex och familjen myror. Inga underarter finns listade.

## Bildgalleri

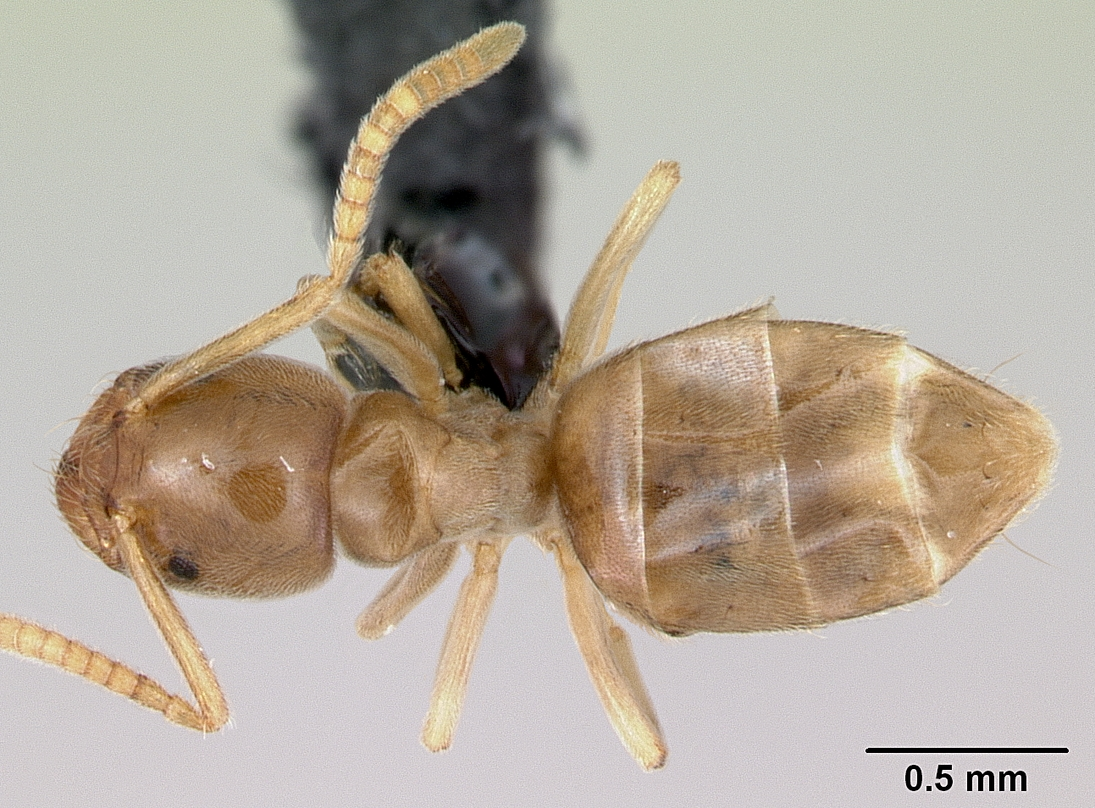
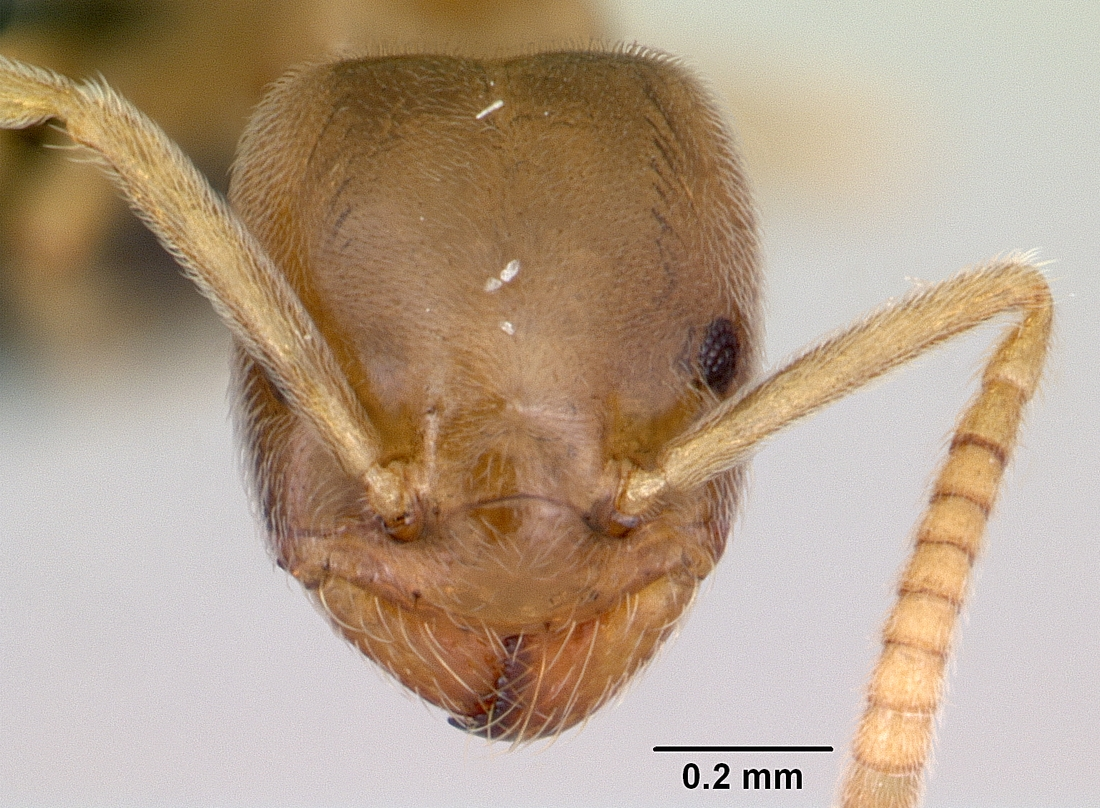
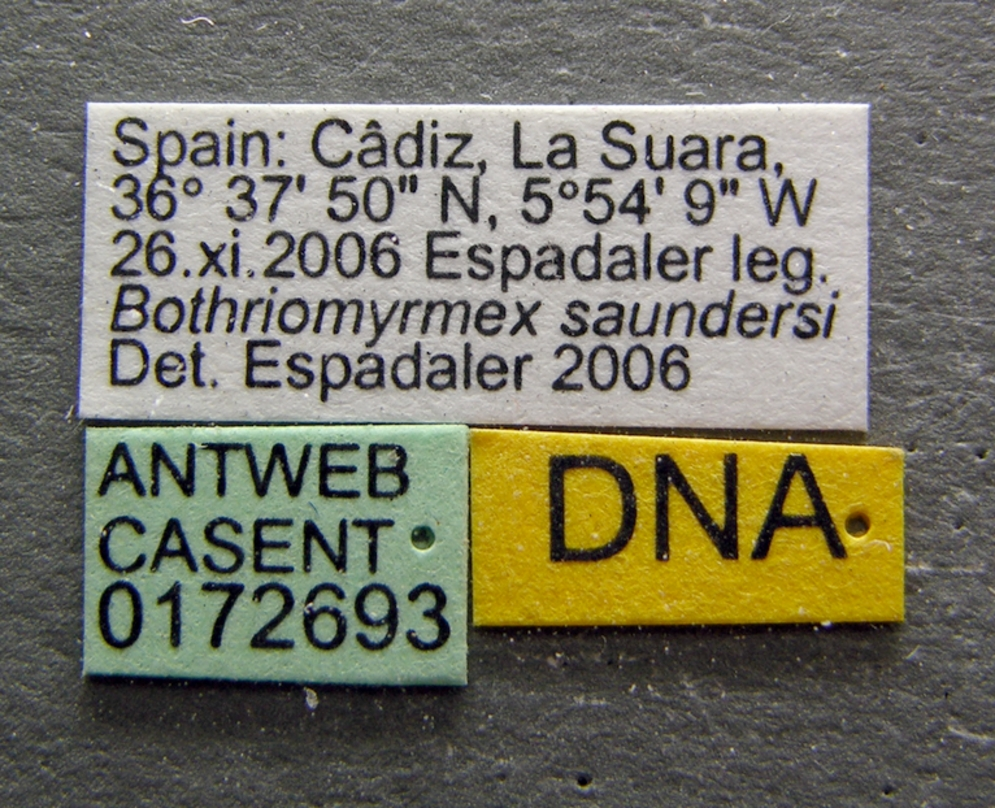
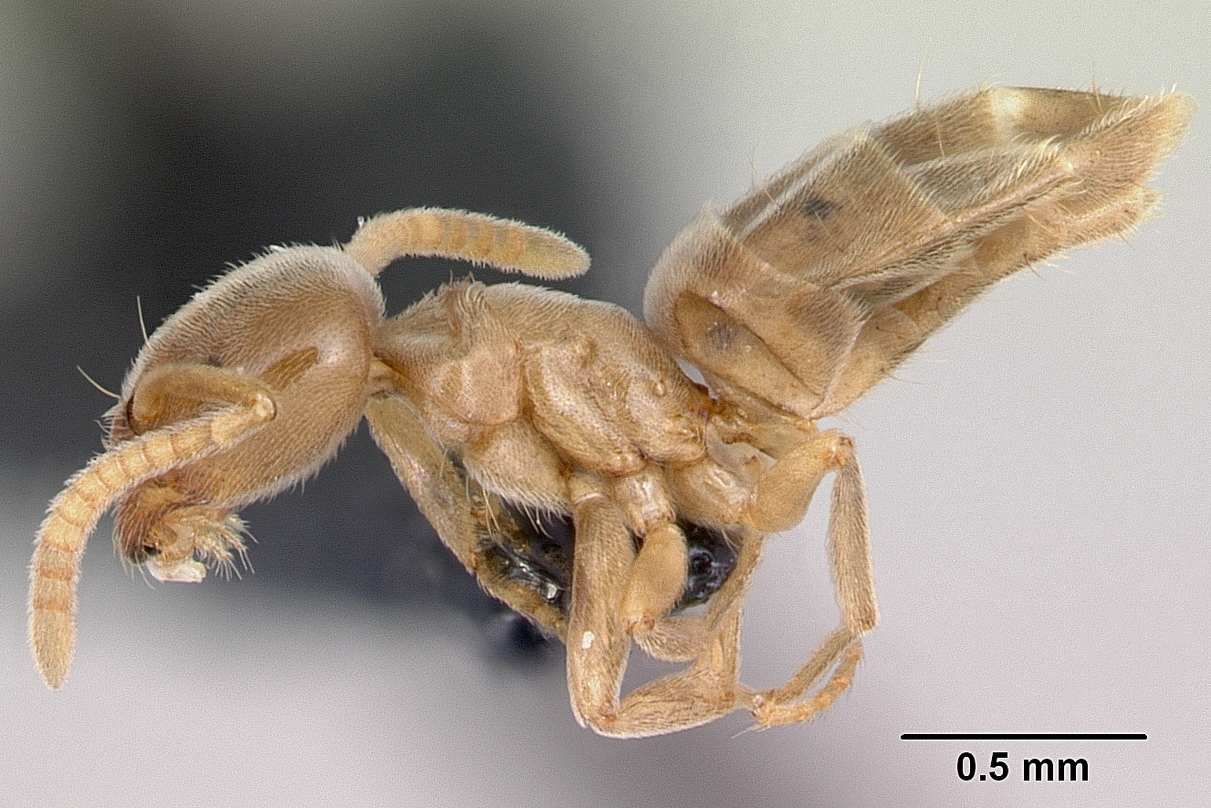
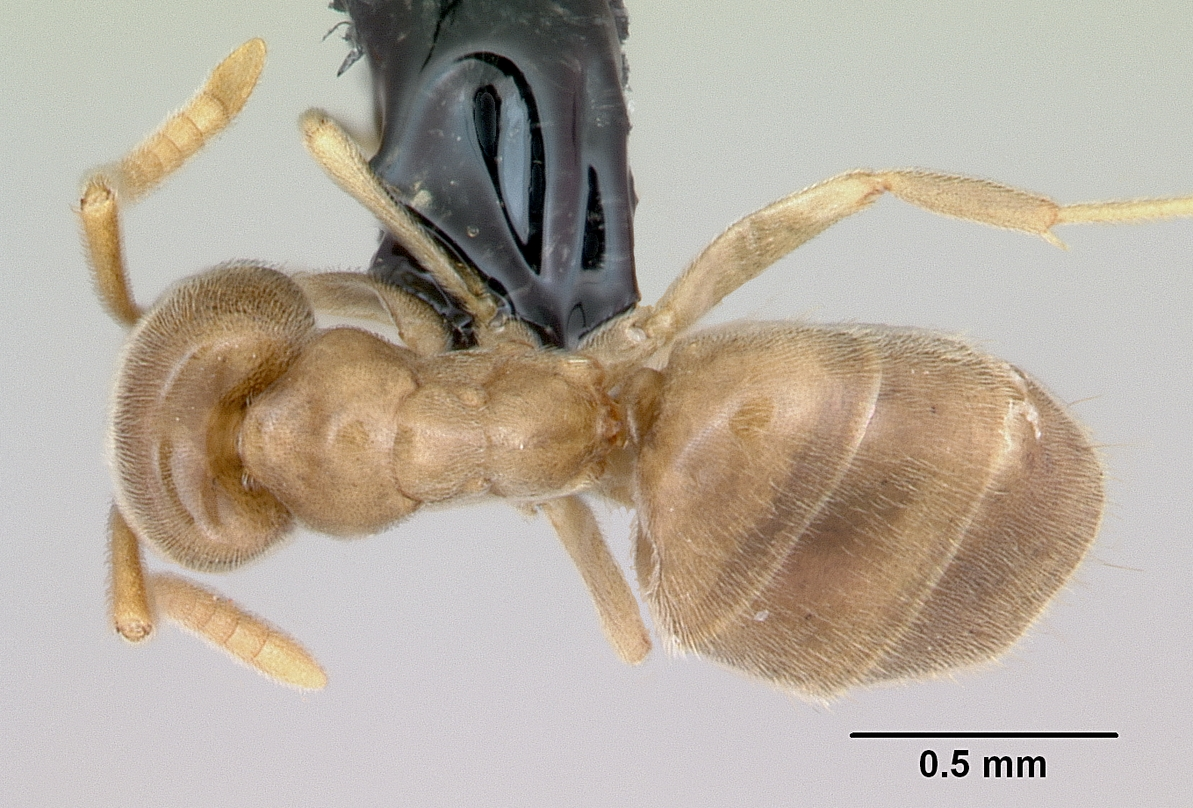
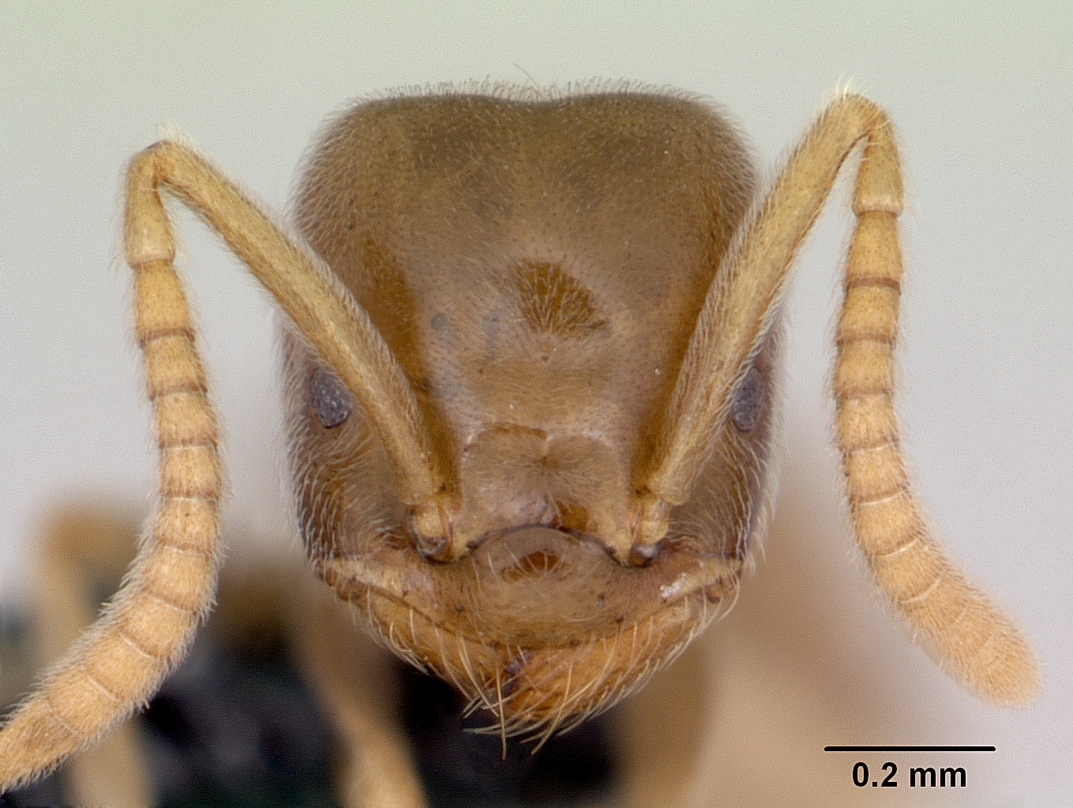